# خفاش دودی
خفاش دودی (نام علمی: Amorphochilus schnablii) نام یک گونه از تیره بی‌انگشتان است.